# Пам'ятник Петрові Столипіну (Київ)
Па́м'ятник Петро́ві Столи́піну у Києві — пам'ятник російському політичному та державному діячеві, прем'єр-міністрові Російської імперії у 1906–1911 рр., Петрові Столипіну, що знаходився у Києві, на сучасному Майдані Незалежності. Встановлений у вересні 1913 року, монумент простояв лише 4 роки та був знесений українським революційним натовпом 17 (30) березня 1917 року у ході підготовки до Свята Свободи.

## Історія
1 вересня 1911, перебуваючи у Києві з офіційним візитом, прем'єр-міністр Російської імперії Петро Столипін був смертельно поранений пострілом терориста есера Дмитра Богрова. Через 4 дні, 5 вересня 1911 року, Столипін помер та був похований на території Києво-Печерської лаври.
Київська міська дума, бажаючи вшанувати пам'ять російського державного діяча, спершу посмертно обрала Петра Столипіна почесним громадянином Києва, а згодом ухвалила рішення встановити пам'ятник «великому реформатору, вірному слузі царя і Вітчизни». Спочатку планувалося встановити пам'ятник навпроти опери, але вдова Столипіна була категорично проти У листі київському губернатору вона писала:
«Не можна, щоби незабутній Петро Аркадійович стояв біля місця, де зловмисник здійснив на нього замах».
Відтак, міською владою було ухвалено остаточне рішення: встановити пам'ятник перед будівлею Міської думи на Думській площі. Для цього було зібрано з пожертв понад 200 тисяч рублів (з них 20 тисяч вніс асигнаціями особисто Микола II), з яких 100 тисяч пішло на виготовлення і встановлення самого монумента, а усі інші гроші — на допомогу вдовам та сиротам.
Влітку 1912 року відбулося закладення пам'ятника, а вже 6 вересня 1913 року (до другої річниці вбивства Столипіна) його було урочисто відкрито.
Проєкт пам'ятника Петрові Столипіну безкоштовно виконав відомий італійський скульптор Етторе Ксіменес, також відомий як автор пам'ятника імператору Олександру II. За роботу скульптор грошей не взяв. Архітектурну частину проєкту розробив киянин Іполит Ніколаєв. Майстер зобразив Столипіна у повний зріст у форменому сюртукові. Фігура прем'єр-міністра стояла на чотирикутному постаменті, під яким сиділи алегоричні фігури росіянки, що плаче, та суворого богатиря, які мали уособлювати Скорботу і Могутність російського народу.
Попереду пам'ятника був напис «Петру Аркадьевичу Столыпину — русские люди». Поруч на п'єдесталі було вміщено найвідомішу фразу Столипіна — «Вам нужны великие потрясения, нам нужна Великая Россия», а також текст його телеграми київським російським націоналістам («Твёрдо верю, что затеплившийся на западе России свет русской национальной идеи не погаснет и вскоре озарит всю Россию»).

## Реакція української громади та повалення пам'ятника
Як людина та політичний діяч, Петро Столипін був активним захисником самодержавства та відзначався крайніми шовіністичними поглядами. Тодішні українські діячі називали його не інакше як «гнобителем та придушувачем», а реакція української громади Києва на встановлення пам'ятника російському діячу була вкрай негативною. Відтак, Столипінський монумент простояв лише 4 роки, до 16 березня 1917 року.
З початком Української революції, навесні 1917 року, в Україні та Києві зокрема розпочинаються стрімкі процеси державотворення та піднесення українського національно-визвольного руху. За цих умов пам'ятник Столипіну на центральному майдані Києва був яскравим символом ненависного українцям російського самодержавного режиму.
У рамках підготовки до Свята Свободи 19 березня 1917 року, 16 березня у Києві на Хрещатику пройшла масова українська маніфестація. Кульмінацією цієї акції став пам'ятник — український революційний натовп влаштував «народний суд» на Петром Столипіним. Навколо монументу була збудована імпровізована шибениця. Після виступів «адвокатів» та «обвинувачів», було зачитано «вирок», після чого фігуру Столипіна за допомогою металевих лебідок спочатку підвісили над постаментом, а згодом, під захоплені вигуки натовпу, скинули на землю.
Після знесення, бронзова статуя Столипіна багато років пролежала разом із брухтом на заводі «Арсенал» та згодом була переплавлена. Скульптури «Витязя» та «Жінки-Росії», що прикрашали п'єдестал пам'ятника, також попали на «Арсенал», але їх пізніше було вирішено передати на зберігання до Лаврського музейного заповідника, де вони безслідно зникли.
На місці пам'ятника Петру Столипіну, через два роки після знесення, 20 лютого 1919, через два тижні після проголошення у Києві радянської влади, було встановлено перший у місті пам'ятник Карлу Марксу, який згодом було зруйновано денікінцями. У 1922 біля колишнього пам'ятника, Карлу Марксу було збудовано новий у стилі «кубізм».

## Зображення

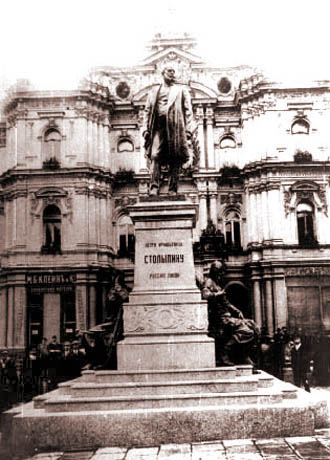
Пам'ятник Петрові Столипіну у Києві
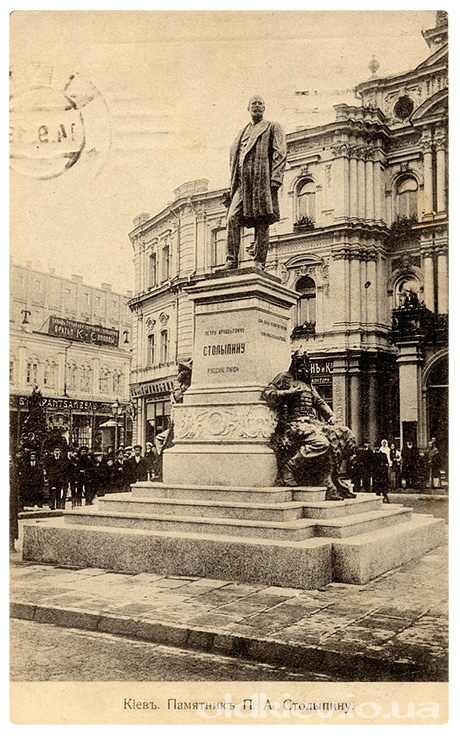
Пам'ятник Столипіну
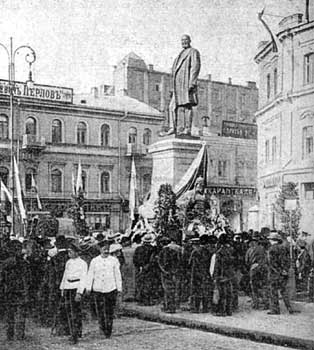
Відкриття монумента у 1913 році
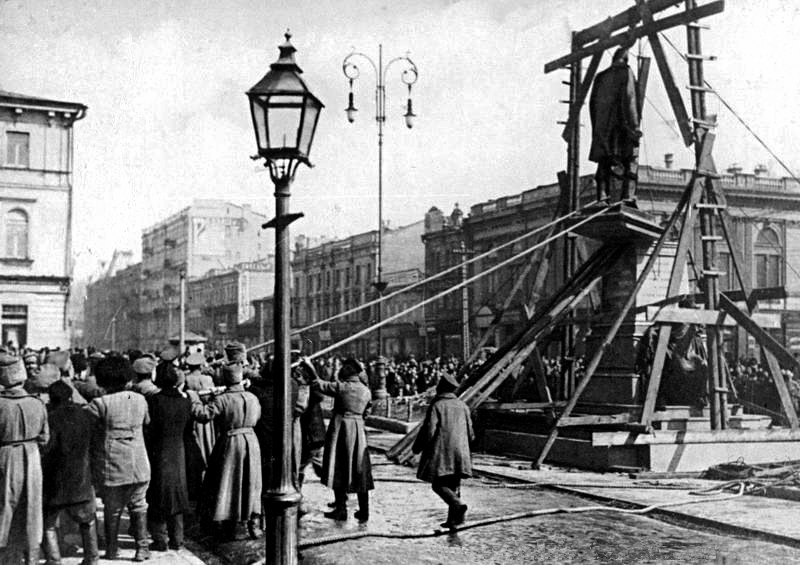
Демонтаж пам'ятника Столипіну у 1917 році